# علی خورشیدی
علی خورشیدی ربیع (زادهٔ ۲۸ مرداد ۱۳۷۷ در اسدآباد) معروف به علی خورشیدی ووشوکار ایرانی کرد و اهل اسدآباد است. 
وی در اولین حضور خود در رقابت‌های بین‌المللی بزرگسالان توانست در مسابقات ووشو قهرمانی جهان ۲۰۱۹، مدال طلای وزن ۸۰ کیلوگرم در بخش سان‌دا را به‌دست‌آورد.
از عناوین دیگر وی میتوان به نقره المپیک دانشجویان جهان ۲۰۲۱ اشاره کرد که در وزن ۸۰- کیلوگرم مردان، علی خورشیدی در دیدار فینال این وزن به مصاف لیو ونلوگ از چین رفت و ضمن واگذار کردن این رقابت به حریف خود، به مدال نقره دست یافت.